# 2014년 10월 죽음
다음은 2014년 10월에 사망한 저명한 인물 목록이다.
- 10월 3일 - 대한민국의 정치인 조정제
- 10월 4일 - 아이티의 정치인 장클로드 뒤발리에
- 10월 5일
  - 러시아의 연출가 유리 류비모프
  - 폴란드의 영화배우 안나 프시빌스카
- 10월 6일 - 대한민국의 정치인 배은희
- 10월 9일 - 미국의 영화배우 잰 훅스
- 10월 10일 - 대한민국의 목회자 방지일
- 10월 14일
  - 대한민국의 문학평론가 김치수
  - 미국의 영화배우 엘리자베스 페냐
- 10월 15일 - 대한민국의 교수 엄영근
- 10월 17일
  - 일본의 작가 에모토 마사루
  - 일본의 축구인 오쿠 다이스케
- 10월 18일 - 대한민국의 공학자 최순달
- 10월 19일 - 자메이카의 가수 존 홀트
- 10월 20일 - 미국의 패션디자이너 오스카르 데라렌타
- 10월 21일
  - 미국의 언론인 벤 브래들리
  - 오스트레일리아의 정치인 고프 휘틀럼
- 10월 22일 - 캐나다의 범죄인 마이클 제하프 비보
- 10월 24일 - 남아프리카 공화국의 육상인 음불라에니 물라우지
- 10월 25일 - 남아프리카 공화국의 축구인 센조 메이와
- 10월 26일 - 대한민국의 음악가 정성조
- 10월 27일 - 대한민국의 음악가 신해철
- 10월 28일 - 잠비아의 정치인 마이클 사타
- 10월 31일 - 일본의 정치인 모토지마 히토시